# اچ‌ام‌اس ویر (۱۹۰۵)
اچ‌ام‌اس ویر (۱۹۰۵) (به انگلیسی: HMS Wear (1905)) یک کشتی بود. این کشتی در سال ۱۹۰۵ ساخته شد.